# Suryo Agung Wibowo
Suryo Agung Wibowo (* 8. Oktober 1983 in Surakarta) ist ein ehemaliger indonesischer Leichtathlet, der sich auf den Sprint spezialisiert hat.

## Sportliche Laufbahn
Erste internationale Erfahrungen sammelte Suryo Agung Wibowo im Jahr 2002, als er bei den Juniorenasienmeisterschaften in Bangkok in 10,81 s die Silbermedaille im 100-Meter-Lauf gewann. Im Jahr darauf startete er im 60-Meter-Lauf bei den Hallenweltmeisterschaften in Birmingham und schied dort mit 6,82 s in der ersten Runde aus. Dank einer Wildcard nahm er im August über 100 m an den Weltmeisterschaften nahe Paris teil, kam aber auch dort mit 10,64 s nicht über den Vorlauf hinaus. Anschließend wurde er bei den Südostasienspielen in Hanoi in 10,62 s Sechster über 100 m und gewann mit der indonesischen 4-mal-100-Meter-Staffel in 40,91 s die Bronzemedaille hinter den Teams aus Thailand und Singapur. 2005 gewann er dann bei den Südostasienspielen in Manila in 10,57 s die Bronzemedaille über 100 m hinter den Thailändern Wachara Sondee und Sompote Suwannarangsri. 2007 gelangte er bei den Asienmeisterschaften in Amman bis ins Halbfinale über 100 m und schied dort mit 10,63 s aus, siegte anschließend aber in 10,25 s bei den Südostasienspielen in Nakhon Ratchasima über 100 m sowie in 20,76 s auch im 200-Meter-Lauf und stellte damit einen neuen Landesrekord über diese Distanz auf. Zudem gewann er mit der Staffel in 39,79 s die Silbermedaille hinter dem thailändischen Team. 2008 startete er über 100 m bei den Olympischen Spielen in Peking und schied dort mit 10,46 s in der Vorrunde aus.
2009 klassierte er sich bei den Asienmeisterschaften in Guangzhou mit 10,41 s auf dem vierten Platz über 100 m und konnte sein Rennen mit der Staffel nicht beenden. Anschließend siegte er in 10,17 s erneut über 100 m bei den Südostasienspielen in Vientiane und verteidigte in 20,85 s auch seinen Titel über 200 m. Zudem sicherte er sich in 40,16 s die Bronzemedaille mit der Staffel hinter den Teams aus Thailand und Singapur. Im Jahr darauf nahm er an den Asienspielen in Guangzhou teil und belegte dort in 10,37 s den sechsten Platz im 100-Meter-Lauf und lief im Staffelbewerb nach 39,87 s auf Rang fünf ein. Er setzte seine Karriere ohne größere Erfolge bis 2012 fort und beendete dann seine aktive Laufbahn im Alter von 28 Jahren.
2002 wurde Wibowo indonesischer Meister im 100-Meter-Lauf.

## Persönliche Bestzeiten
- 100 Meter: 10,17 s, 13. Dezember 2009 in Vientiane
  - 60 Meter (Halle): 6,82 s, 14. März 2003 in Birmingham
- 200 Meter: 20,76 s (+0,8 m/s), 11. Dezember 2007 in Nakhon Ratchasima (indonesischer Rekord)